# آرامگاه سلطان سلیمان
بقعه سلطان سلیمان مربوط به دوره صفوی است و در شهرستان زاوه، بخش جلگه زاوه، روستای سلطان واقع شده و این اثر در تاریخ ۲۵ آذر ۱۳۷۵ با شمارهٔ ثبت ۱۸۱۳ به‌عنوان یکی از آثار ملی ایران به ثبت رسیده است.